# Nullmeridian

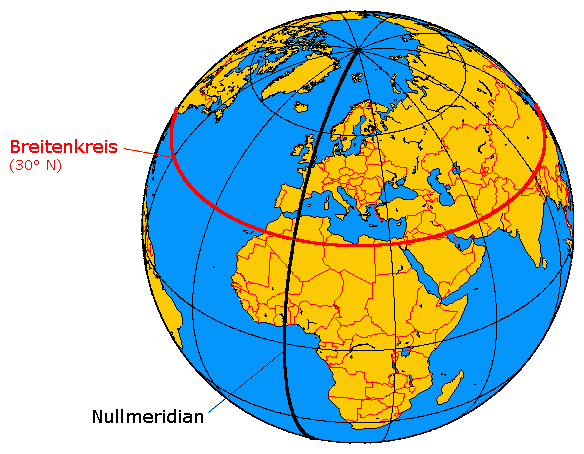
Nullmeridian (schwarz)

Der Nullmeridian ist derjenige Meridian (ein im rechten Winkel zum Erdäquator stehender und von Nord- zu Südpol verlaufender Halbkreis), von dem aus die geografische Länge nach Osten und Westen gezählt wird.

## Festlegung

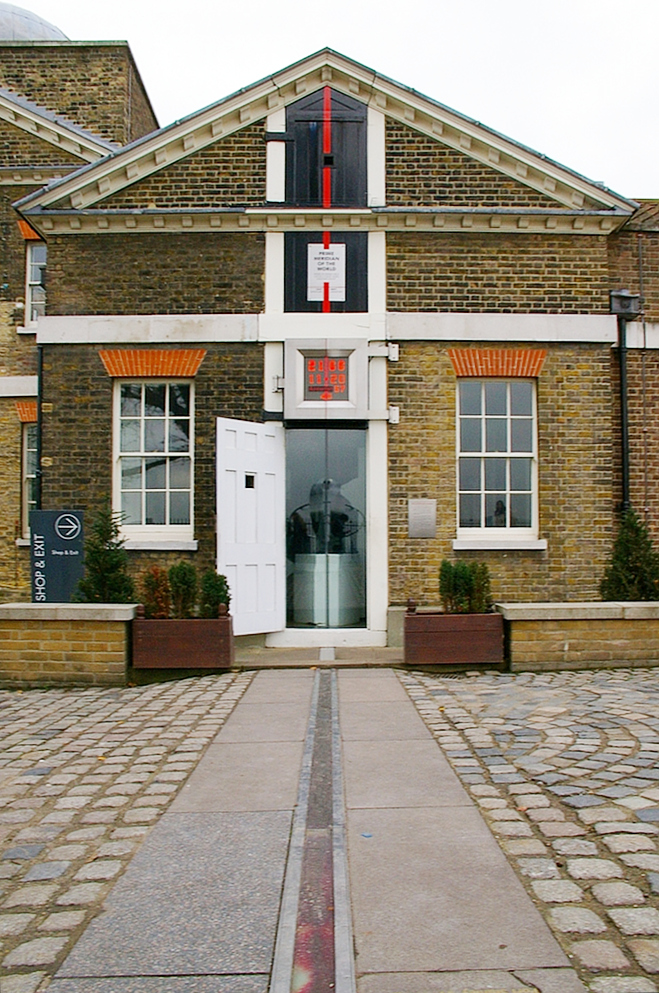
Der historische Nullmeridian ist am Transit House in Greenwich auf dem Boden und am Gebäude markiert.

Die Festlegung eines Nullmeridians ist willkürlich und erfordert daher eine Konvention. Der heute weltweit gebräuchliche Nullmeridian wurde während der Internationalen Meridiankonferenz 1884 in die Meridianebene der Londoner Sternwarte Greenwich gelegt und wird daher oft auch als Greenwich-Meridian bezeichnet (Meridian des Meridiankreises am Royal Greenwich Observatory). Bis dahin waren unterschiedliche Nullmeridiane in Verwendung.
Vereinbarungsgemäß wird die geografische Länge vom Nullmeridian nach Osten (d. h. im Sinne der Erdrotation) positiv (0° bis +180°) und nach Westen negativ (0° bis −180°) gezählt. Doch verbreiteter ist stattdessen östliche Länge (0–180° Ost, algebraisch positiv) und westliche Länge (0–180° West, algebraisch negativ). Als Abkürzungen werden O oder E für „Osten“ und W für „Westen“ verwendet. Das Symbol E (englisch für „East“, französ. „Est“) ist teilweise auch im Deutschen üblich, um einer Verwechslung mit der Ziffer 0 vorzubeugen. Auf der Westhemisphäre (v. a. in den USA) ist entgegen der internationalen Norm auch westliche Zählung von 0°–360° gebräuchlich.

## Einführung
Die Länge des Nullmeridians ist der über die Pole gemessene halbe Erdumfang des internationalen Erdellipsoids, also 20.003,9 km. Mit seinem gegenüberliegenden sogenannten Antimeridian, der zum Beispiel die Wrangelinsel bei 180° (ohne Zusatz E oder W) schneidet, ergänzt sich der Nullmeridian zu einem Großkreis auf der Erde. Die Datumsgrenze verläuft teilweise (nahe den Polen und nördlich des Äquators) genau auf 180° Greenwich (Abweichungen und Ausnahmen vom 180. Längengrad sind: in der Beringstraße, bei den Aleuten (Alaska), in Kiribati, bei den Fidschi-Inseln, bei Tuvalu, bei Tonga und bei den zu Neuseeland gehörenden Kermadecinseln und Chatham-Inseln).
Vor der Festlegung auf einen internationalen Nullmeridian im Jahre 1884 besaß beinahe jedes europäische Land seinen eigenen Nullmeridian, meist die geografische Länge der jeweiligen Hauptstadt bzw. deren Sternwarte. Mit zunehmendem internationalem Reiseverkehr – insbesondere durch die Eisenbahn – wurde jedoch eine Vereinheitlichung der bestehenden Systeme notwendig. Ein großflächiger Verkehrsplan benötigte für den reibungslosen und gefahrlosen Betrieb nach Fahrplan eine einheitliche Zeit anstelle der bis dahin ausreichend genauen örtlichen Sonnenzeit, die sich von Stadt zu Stadt unterschied. Zudem wurde es immer wichtiger, eine genaue internationale Zeit (Weltzeit) zur Verfügung zu haben. Sie ist als mittlere Ortszeit des Nullmeridians definiert.

## Die Internationale Meridian-Konferenz, Washington 1884
Auf der Internationalen Meridian-Konferenz in Washington, D.C. mit Vertretern aus 25 Nationen wurde am 13. Oktober 1884 der durch Greenwich verlaufende Meridian als Basis des internationalen Koordinatensystems eingeführt.
Als möglicher Internationaler Nullmeridian wurden bei der Washingtoner Konferenz vornehmlich fünf Möglichkeiten diskutiert:
- der Pariser Meridian des Observatoriums von Paris: 2° 20′ 14.025″ östlich von Greenwich;
- der schon seit dem Altertum bekannte Ferro-Meridian auf der kanarischen Insel Ferro (heutiger Name: El Hierro) auf heute 17° 40′ West;
- ein möglicher Nullmeridian bei den Azoren bei etwa 28° 0′ West;
- ein möglicher Nullmeridian im Pazifischen Ozean auf heute 180° (Gegenbogen zum Greenwich-Meridian, entspricht etwa der heutigen Datumslinie);
- der auf den damaligen modernen Seekarten meistens benutzte Greenwich-Meridian (diese häufige Verwendung gab den Ausschlag für seine Wahl).

Im Konferenzverlauf stellte sich sehr bald heraus, dass der Pariser Nullmeridian keine Mehrheit finden würde. Der alte Ferro-Meridian wurde wegen seiner einige Jahrzehnte zuvor erfolgten Festlegung auf genau 20° westlich von Paris als von französischen Interessen geleiteter Vorschlag angesehen. Die Azoren und die Beringstraße schieden vor allem deshalb aus, weil sie über kein Observatorium verfügten und auch telegrafisch damals nicht an die übrige Welt angebunden waren.
So setzte sich schließlich der Greenwich-Meridian als Internationaler Nullmeridian mit großer Mehrheit – bei Stimmenthaltung Frankreichs – durch.

## Korrigierte Lage des Nullmeridians

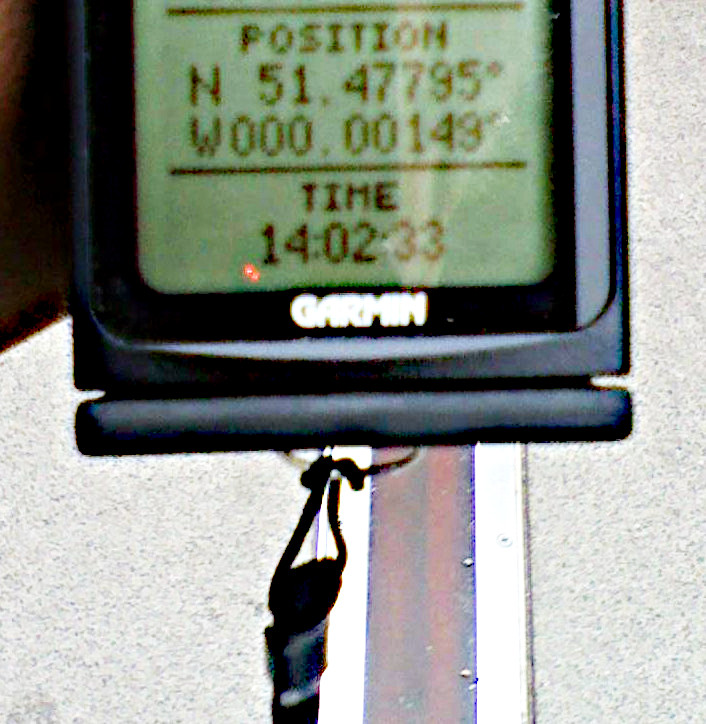
Anzeige eines GPS-Geräts am historischen Nullmeridian

Die am Greenwich-Observatorium im Boden markierte Meridianlinie liegt nicht exakt auf der geografischen Länge Null, wie sich mit jedem GPS-Empfänger feststellen lässt. Der tatsächliche Nullmeridian verläuft 102,5 Meter östlich des markierten Meridians durch den Greenwich-Park, letzterer liegt dadurch auf der Länge (−)0,001475° oder 0° 0′ 5,31″ West.
Nachdem sich diese Abweichung nicht durch Kontinentaldrift oder ähnliche Effekte erklären ließ, äußerten Stephen Malys und andere 2015 die Vermutung, eine durch Gravitationsanomalien verursachte Lotstörung habe 1884 bei der Festlegung der astronomischen Bezugspunkte (Meridiandurchgänge von Gestirnen) unbemerkt zu einem Messfehler geführt. Man habe damals zwar präzise beobachtet, doch ohne sich darüber bewusst zu sein, dass das verwendete Passageninstrument wegen der Anomalie nicht exakt vertikal ausgerichtet gewesen sei. Bestätigt wird diese Vermutung durch die in Greenwich heute messbare Lotabweichung, die den Lagefehler des Nullmeridians schlüssig erklärt. Die von den 1884 festgelegten astronomischen Bezugspunkten und der Erdachse aufgespannte Meridian-Ebene schnitt die Erdoberfläche auch damals schon östlich des gemessenen und festgelegten Meridians. Der Meridian hat sich also nicht seit 1884 nach und nach verschoben, sondern der markierte Meridian war von Anfang an ungenau, er lag nicht exakt nördlich/südlich anderer auf 0° Länge vermessener Punkte.
Ohnehin ist der gültige Nullmeridian im Geodätischen Referenzsystem 1980, im World Geodetic System 1984 und im Europäischen Terrestrischen Referenzsystem 1989 überhaupt nicht mehr fest an die Erdoberfläche gebunden. Vielmehr ist er ein modelliertes Geodätisches Datum, da Meridiane in genauerer Rechnung aufgrund von Gezeitenkräften, Polbewegung und Kontinentaldrift nicht ortsfest bezüglich der Landmassen sind.

## Verlauf des Nullmeridians

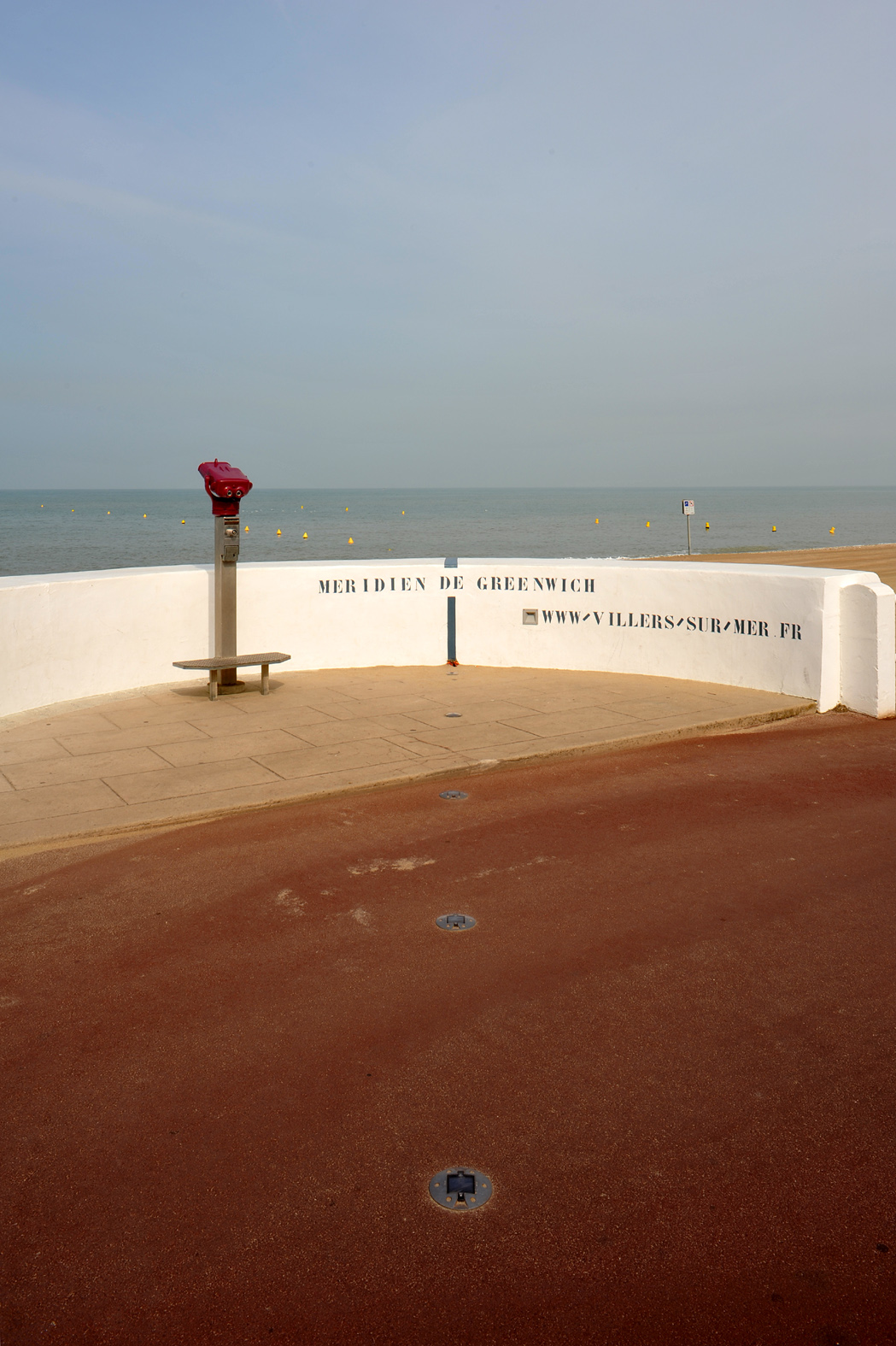
Nördlichster Punkt des Nullmeridians auf dem europäischen Festland in Villers-sur-Mer, Normandie

Der Greenwich-Nullmeridian durchquert acht heutige Staaten auf ihrem Landgebiet und hat in den einzelnen Ländern folgende Weglängen:
- Vereinigtes Königreich (319 km)
- Frankreich (735 km)
- Spanien (336 km)
- Algerien (1555 km)
- Mali (760 km)
- Burkina Faso (430 km)
- Togo (39 km)
- Ghana (569 km)
- sowie in der staatenlosen Antarktis das Neuschwabenland und noch südlicher das Königin-Maud-Land. Die Weglänge des Nullmeridians auf dem Festland des Kontinentes Antarktika beträgt 2331 km.

Außerdem durchquert der Nullmeridian noch folgende Gewässer:
- Nordpolarmeer (3217 km – von 90° Nord bis 61° Nord)
- Nordsee (977 km)
- Mittelmeer (424 km)
- Voltastausee in Ghana (78 km)
- Atlantischer Ozean einschließlich Südpolarmeer (8278 km)

## Nullmeridian und Zeitmessung
Die mittlere Sonnenzeit am Nullmeridian wurde maßgeblich für die Weltzeit (GMT, Greenwich Mean Time), die erst 1972 durch die koordinierte Weltzeit (UTC) abgelöst wurde. Diese orientiert sich heute nicht mehr an einer Ortszeit, sondern – so die Benennung – koordiniert die kontinuierliche Atomzeit mit der astronomisch gemessenen, die Unregelmäßigkeiten der Erdumdrehung und die Sonnenstände widerspiegelnden Universal Time. Der Abgleich erfolgt über Schaltsekunden. Am Nullmeridian ist die Differenz von mittlerer Ortszeit und UTC heute nicht präzise Null.

## Historische Konzepte der Bezugslinien auf der Erde
- Erste Einteilung der Welt in geografische Längen und Breiten durch Hipparch von Nikaia (190–120 v. Chr.): Bezugspunkt war Rhodos, sein astronomischer Beobachtungsort.
- In der Antike legten die Perser den Meridian auf die heutige Stadt Nimrus (pers. Halb-Tag) im heutigen Afghanistan fest, um die alte Welt zu teilen.
- Claudius Ptolemaeus verlegte um 150 den Bezugsmeridian an die westliche Grenze der bekannten Welt: Isla del Meridiano (El Hierro oder Ferro, die westlichste der Kanarischen Inseln, der antiken Hesperiden), und schuf damit den bis ins 20. Jahrhundert hinein verwendeten Ferro-Meridian.
- Arabische Astronomen legten den Nullmeridian zuerst durch die Westspitze von Afrika, 1075 dann 10° westlich von Bagdad.
- Danach gab es immer wieder Versuche einer Verlegung, z. B. als 1427 die Azoren und 1492 Amerika entdeckt wurden.
- Im Jahre 1551 erschienen die Prutenischen Tafeln von Erasmus Reinhold bei Ulrich Morhard in Tübingen. Dort wurde der Meridian durch Königsberg (Hauptstadt von Preußen) als Nullmeridian verwendet.
- Im Jahr 1634 dekretierte der französische König Ludwig XIII., dass der Nullmeridian durch Ferro zu legen sei.
- Der Geograf und Universalgelehrte Johann Gottfried Gregorii alias Melissantes schlug 1708 die internationale Vereinheitlichung des Nullmeridians mit Hilfe einer multilateralen politischen Einigung vor.[5]
- Ab 1718 wurde in Frankreich der Meridian von Paris angewandt, ab 1738 in England der Greenwich-Meridian.
- Im 19. Jahrhundert verwendete der Kartograf Philippe Vandermaelen einen Nullmeridian durch Brüssel, dem Sitz seines Verlages, z. B. beim ersten Weltatlas im einheitlichen Maßstab Atlas universel de geographie physique, politique, statistique et mineralogique.[6]
- Der durch den Torre des Meridiano auf dem Monte Mario in Rom verlaufende Meridian von Rom wurde von 1870 bis 1974 für die italienischen Militärkarten verwendet. Er verläuft durch Rom wie auch durch den Vatikan.
- In Deutschland wurde der Meridian von Greenwich 1885 übernommen, in Frankreich erst um 1900. Österreich-Ungarn verwendete ihn bis 1918 parallel mit dem Ferro-Meridian.
- Seit den 1980er Jahren ist der Nullmeridian – und auch 0° geografische Breite, also der Äquator, wie auch geografischer Nord- und Südpol – nicht mehr erdoberflächenfest, sondern an einem Referenzellipsoid über die Erdgestalt ausgerichtet, vermeidet also Effekte der Kontinentaldrift und der Gezeitenkräfte.

## Nullmeridiane anderer Himmelskörper
- Als heliografischer Nullmeridian der Sonne, auch Carringtonscher Nullmeridian genannt, wurde der Zentralmeridian am 1. Januar 1854 um 12 Uhr Weltzeit festgelegt. Er wird zur Bestimmung der heliografischen Koordinaten von Sonnenflecken verwendet.[7]
- Mond: Der selenografische Nullmeridian schneidet den Mondäquator in der Mondmitte, jenem Punkt, der im Mittel eines 18½-jährigen Zeitraums zum Erdmittelpunkt weist. Er liegt in der Nähe des Kraters Bruce im Sinus Medii.
- Der Nullmeridian des Planeten Venus geht durch den Zentralberg des Kraters Ariadne.
- Der Nullmeridian des Planeten Mars ist durch den nach dem britischen Astronomen George Biddell Airy benannten, südlich des Marsäquators liegenden kleinen Krater Airy-0 definiert (siehe auch Areografie).
- Der Nullmeridian des Zwergplaneten Ceres ist durch den kleinen, nach der hattischen Fruchtbarkeitsgöttin benannten Einschlagkrater Kait festgelegt.[8]
- Auf den großen Gasplaneten Jupiter und Saturn gibt es keine der Erde vergleichbare Landstruktur, an der man einen Nullmeridian festmachen könnte. Es gibt daher verschiedene Bezugssysteme (Atmosphäre, Magnetosphäre).
- Wie der Erdmond hat auch der Saturnmond Titan eine gebundene Rotation, zeigt also immer mit derselben Seite zum Planeten. Die Mitte dieser Seite ist der Nullmeridian.
- Der Nullmeridian des Zwergplaneten Pluto liegt in Richtung seines größten Mondes Charon und umgekehrt liegt der Nullmeridian von Charon in Richtung Pluto. Beide sind die bisher einzigen bekannten Körper im Sonnensystem mit einer doppelt gebundenen Rotation.